# Turki bin Saíd
Turki bin Saíd (1832 – 4. červen 1888) byl ománský sultán od roku 1871 do roku 1888. Započal přímé následnictví z otce na syna trvající až ke dnešnímu sultánu Kábusovi bin Saídovi.
Turki bin Saíd usiloval o trůn proti svému bratrovi Thuvajnímu, avšak neuspěl. Ten byl roku 1866 zavražděn vlastním synem Salímem, jehož Britové uznali za právoplatného sultána. Salím se posléze snažil vypořádat s imámem Azámem, který byl podporován šejky a kmeny z vnitrozemí.
Sultánem se Turki bin Saíd stal díky Britům, kteří mu poskytli finanční a politickou podporu v boji proti jeho rivalovi imámu Azámovi, který byl poražen v bitvě u Matry v 1871, kde imám též padl. Během sultánovy vlády se zhoršoval hospodářský stav země. Jednak to způsobila trvalá ztráta kdysi bohaté kolonie Zanzibar v polovině 19. století a jednak nucený ústup od obchodu s otroky na nátlak Britského impéria. Výdaje navíc tvořily platby směrované do vnitrozemí, kde hrozila vzpoura mezi kmenovými šejky.
Později během 70. let byl indisponován a déle již nemohl vykonávat úřad sultána. V létě roku 1888 zemřel, nahradil jej jeho syn Fajsal bin Turki.